# Rebecca Adlerová-Nissenová
Rebecca Adlerová-Nissenová (* 1979 Gentofte) je dánská politoložka, která se zabývá mezinárodní politickou sociologií, vývojem Evropské unie a vztahy mezi EU a jejími členskými státy. Je profesorkou na Institutu politických věd na univerzitě v Kodani.
Adlerová-Nissenová má magisterský titul a doktorát z politologie na univerzitě v Kodani. Ve svém výzkumu používá antropologických metod šetření v terénu a rozhovorů k osvětlení politických jednání v systému EU.
V roce 2015 jí byla udělena Nils Klim-prisen.

## Dílo
- What’s the Theory in International Practice Theory?, 2015
- Opting Out of the European Union: Diplomacy, Sovereignty and European Integration, 2014, ISBN 9781107618343